# Sölde (Dortmund)
Sölde, Dortmund-Sölde – dzielnica miasta Dortmund w Niemczech, w kraju związkowym Nadrenia Północna-Westfalia, w okręgu administracyjnym Aplerbeck.